# オラパ
オラパ（Olapa）は、マサイ神話の月の女神。太陽神 エンカイ（ンガイ）の妻。
オラパとエンカイは喧嘩をして、エンカイは深い傷を負う。エンカイは傷を隠す為に輝き、誰も彼を見ることが出来なくなった。仕返しにエンカイはオラパの目を打ち、その跡が満月の表面に見える。